# José Silva Martinot
José Luis Silva Martinot (Lima, 23 de febrero de 1966) es un administrador de empresas y político peruano. Fue Ministro de Comercio Exterior y Turismo del Perú, de 28 de julio del 2011 a 22 de julio de 2013.

## Biografía
Hijo de José Silva y Lucrecia Martinot, estudió en el Markham College. Es bachiller en Ciencias Contables y Administración de Empresas por la Universidad del Pacífico, así como magíster en Administración de Empresas por la Universidad San Ignacio de Loyola. Cuenta con amplia experiencia en gestión empresarial. Desde 1998, fue Gerente General Adjunto de Laboratorios Hersil S.A, propiedad de la familia Silva (Hersil: Hermanos Silva, porque a mediados de los sesenta los hermanos Silva Tapia concibieron un ambiciosos proyecto, fundar un laboratorio farmacéutico peruano: Hersil S.A. Laboratorios Industriales Farmacéuticos, cuyo directorio está integrado por toda la familia).  
Se ha desempeñado como director de la Confederación Nacional de Instituciones Empresariales Privadas (CONFIEP) (2006-2011), director del Centro de Información y Educación para la Prevención del Abuso de Drogas (CEDRO) (noviembre de 2010 – julio de 2011), presidente de ADEX en el periodo 2010-2012 y presidente interino de febrero a mayo de 2011, entre otros cargos.
Fue también profesor de la Maestría de Propiedad Intelectual en el curso de Derecho de Patentes en la Pontificia Universidad Católica del Perú.
El 28 de julio de 2011, juró como Ministro de Comercio Exterior y Turismo del gobierno del presidente Ollanta Humala. La ceremonia de juramentación se realizó en el Salón Dorado de Palacio de Gobierno.
El 22 de julio de 2013 renunció a su cargo de ministro, remarcando que los motivos para tomar tal decisión eran completamente personales y profesionales.
| Predecesor: Eduardo Ferreyros Küppers | Ministro de Comercio Exterior y Turismo del Perú 28 de julio de 2011 - 22 de julio de 2013 | Sucesor: Magali Silva Velarde-Álvarez |